# Киевский распев
Киевский распев — один из распевов русской церковной музыки. Представляет собой южнорусскую ветвь знаменного распева.
Особенностью является кроме первого гласа, в доступках исключен верхний вспомогательный звук к основному тону.

## История
Происхождение киевского распева не вполне выяснено.
В Москве киевский распев стал распространяться в XVII в. (после воссоединения Украины с Россией). Киевским распевом изложены песнопения Обихода. Он подчиняется системе осмогласия; в его мелодике чередуются речитативные и распевные построения, часто встречаются повторы отдельных слов и фраз текста (в отличие от великорусской традиции знаменного распева).
Музыкальная композиция основана на построчном распевании текста.
В рукописях второй половины XVII в. встречаются многоголосые обработки киевского распева.
Киевский распев оказал влияние на сербский распев. Осмогласник Стевана Мокраняца содержит «некоторые тональные и формальные характеристики киевского распева, особенно в финальной части» . Сербский композитор Стеван Стоянович Мокраняц, более 20 лет посвятивший записи сербского церковного пения, бытовавшего устно, в Предисловии отмечает, что весь Осмогласник записан им «в тоне Фа» (то есть с ключевыми знаками F dur и f moll). В отличие от этого, в синодальных Обиходе и Октоихе киевский распев нотирован без знаков. Филаретовский Обиход киевского распева также записан без ключевых знаков; обработки его песнопений, выполненные А. Фатеевым, и киевский сборник «Всенощное бдение» записаны тоже без знаков или с двумя бемолями в ключе («b, es»). При этом, даже если совпадают финальные звуки некоторых песнопений, ладовые характеристики всё равно оказываются различными. Примером может служить завершающая строка стихир на «Господи воззвах» первого гласа.
В киевском распеве всю строку занимает нисходящий тетрахорд соль минора. Угадать аналогичное движение к финалису «соль» можно и в сербском распеве, но тетрахорд оказывается фригийским. Подобные различия ладов (тональных и модальных) в сербском и киевском распевах встречаются почти всегда. Исследователи не выяснили о каких «тональных характеристиках киевского распева» в Осмогласнике Мокраняца пишет Пащенко,.

## Разновидности
Известны две разновидности киевского распева — большой и малый (сокращённый вариант большого).

## Произведения
Архиепископ Гавриил (в миру Григорий Маркеллович Чепур или Чепура) Чертог Твой", киевский распев. Берклей (Калифорния), 1973.
Псалом № 103 «Благослови душе моя господа» киевского распева. Рукопись конца XVII в.